# 日本ロープスキッピング連盟
日本ロープスキッピング連盟は、かつて存在した、2003年8月に設立された日本でのロープスキッピングを管轄している国内競技連盟であり、国際ロープスキッピング連盟、アジアロープスキッピング連盟の日本支部でもある。
2021年4月、日本ダブルダッチ協会と組織統合し、新たに、一般財団法人日本ジャンプロープ連合が設置された。

## 概要
なわとびをスポーツ化したロープスキッピングのほか、ダブルダッチも管轄している

## 関連団体
- 全日本リズムなわとび協会